# Dalaman (stad)
Dalaman is de hoofdplaats van het Turkse district Dalaman en telt 16.162 inwoners (2008).

## Verkeer en vervoer

### Wegen
Dalaman ligt aan de nationale weg D555.

### Luchthaven
Luchthaven Dalaman ligt ten zuiden van de stad.
- Gemeinsame Normdatei: 4376057-0
- Library of Congress Control Number: n95015752
- Nationale Bibliotheek van Israël: 987007535552705171
- Virtual International Authority File: 235650356